# Højhastighedsbane i Norge
Højhastighedsbaner i Norge omfatter på nuværende tidspunkt kun Gardermobanen, der inkluderer Flytoget til Gardermoen Lufthavn. Desuden er et lille stykke af Vestfoldbanen (17 km) klar til højhastighedstog, men for at gøre det muligt at køre med sådanne tog er det nødvendigt at udbygge en længere strækning på denne bane, hvilket der også er planer om.
Der er desuden plan om at opføre Follobanen som højhastighedsstrækning samt opgradere et stykke af Dovrebanen til højhastighedstog.
| Jernbane | Spire Denne jernbaneartikel er en spire som bør udbygges. Du er velkommen til at hjælpe Wikipedia ved at udvide den. |